# Communauté rurale de Barkédji
La communauté rurale de Barkédji est une communauté rurale du Sénégal située au nord-ouest du pays. 
Elle fait partie de l'arrondissement de Barkédji, du département de Linguère et de la région de Louga.